# Shinichi Kawano
Shinichi Kawano (Miyazaki, 5 november 1969) is een voormalig Japans voetballer.

## Carrière
Shinichi Kawano speelde tussen 1992 en 1997 voor Urawa Red Diamonds, Argentino de Rosario en Vissel Kobe.